# Canton de Bully-les-Mines
Pour les articles homonymes, voir Bully-les-Mines et Bully.
Le canton de Bully-les-Mines est une circonscription électorale française située dans le département du Pas-de-Calais et la région Hauts-de-France.

## Géographie
Ce canton est organisé autour de Bully-les-Mines dans les arrondissements d'Arras et Lens. 

## Histoire
Le canton de Bully-les-Mines a été créé par décret du 29 septembre 1975 supprimant le canton de Liévin-Nord-Ouest.
Il a été agrandi par le décret du 27 février 1991.
Par décret du 24 février 2014, le nombre de cantons du département passe de 77 à 39. Le canton de Bully-les-Mines est conservé et s'agrandit. Il passe de 2 à 12 communes.

## Représentation

### Conseillers généraux du canton de Liévin-Nord-Ouest de 1962 à 1975
| Période | Période | Identité            | Étiquette    | Qualité                                                                                  |
| ------- | ------- | ------------------- | ------------ | ---------------------------------------------------------------------------------------- |
| 1962    | 1970    | Jean-Wilfrid Mallet | SFIO puis PS | Mineur Maire de Bully-les-Mines (1951-1983) Suppléant du député Henri Darras (1962-1973) |
| 1970    | 1975    | Maurice Andrieux    | PCF          | Journaliste Maire d'Hersin-Coupigny (1959-1988) Député (1967-1981)                       |

### Conseillers généraux du canton de Bully-les-Mines de 1975 à 2015
| Période                                  | Période         | Identité                           | Étiquette | Qualité |
| ---------------------------------------- | --------------- | ---------------------------------- | --------- | --- |
| 1975                                     | 1982            | Maurice Andrieux                   | PCF       | Journaliste Maire d'Hersin-Coupigny (1959-1988) Député (1967-1981)                                                                                        |
| 1982                                     | 1992            | Alain Lefebvre                     | PS        | Professeur de l'enseignement technique Maire d'Aix-Noulette depuis 1977 Élu en 1992 dans le canton de Sains-en-Gohelle                                    |
| 1992                                     | 1993 (invalidé) | Bernard Urbaniak                   | DVG       | Médecin, maire de Mazingarbe |
| 1993                                     | 1994            | Eva Urbaniak (épouse du précédent) | DVG       | Médecin à Mazingarbe |
| 1994                                     | 2015            | Michel Vancaille                   | PS        | Contrôleur PTT Conseiller Municipal délégué de Bully-les-Mines Vice-président de la Communaupole de Lens-Liévin Premier vice-président du Conseil Général |
| Les données manquantes sont à compléter. |                 |                                    |           | |

### Conseillers départementaux à partir de 2015
| Période élective | Période élective | Mandat | Mandat   | Identité         | Nuance | Nuance | Qualité |
| ---------------- | ---------------- | ------ | -------- | ---------------- | ------ | ------ | --- |
| 2015             | 2021             | 2015   | 2021     | Nicole Gruson    |        | PS     | Commerçante Maire-adjointe de Bully-les-Mines Quatrième Vice-présidente du Conseil départemental : enfance et famille, prévention                                  |
| 2015             | 2021             | 2015   | 2021     | Alain Lefebvre   |        | PS     | Professeur dans l'enseignement technique (génie électrique) Maire d'Aix-Noulette (depuis 1977) Ancien conseiller général du Canton de Sains-en-Gohelle (1992-2015) |
| 2021             | 2028             | 2021   | en cours | Anouk Breton     |        | PCF    | Assistante sociale Maire d'Angres (depuis 2023) |
| 2021             | 2028             | 2021   | en cours | François Lemaire |        | PS     | Cadre Maire de Bully-les-Mines (depuis 2002) |

### Résultats détaillés

#### Élections de mars 2015
À l'issue du 1er tour des élections départementales de 2015, deux binômes sont en ballottage : Joelle Gervais et Christophe Oudart (FN, 38,16 %) et Nicole Gruson et Alain Lefebvre (PS, 27,28 %). Le taux de participation est de 49,46 % (16 851 votants sur 34 071 inscrits) contre 51,81 % au niveau départemental et 50,17 % au niveau national.
Au second tour, Nicole Gruson et Alain Lefebvre (PS) sont élus avec 51,33 % des suffrages exprimés et un taux de participation de 48,67 % (7 681 voix pour 16 581 votants et 34 071 inscrits).

#### Élections de juin 2021
Le premier tour des élections départementales de 2021 est marqué par un très faible taux de participation (33,26 % au niveau national). Dans le canton de Bully-les-Mines, ce taux de participation est de 33,64 % (11 279 votants sur 33 529 inscrits) contre 35,19 % au niveau départemental. À l'issue de ce premier tour, deux binômes sont en ballottage : Anouck Breton et François Lemaire (Union à gauche, 42,06 %) et Jimmy Delestienne et Caroline Meloni (RN, 31,43 %).
Le second tour des élections est marqué une nouvelle fois par une abstention massive équivalente au premier tour. Les taux de participation sont de 34,36 % au niveau national, 34,96 % dans le département et 33,12 % dans le canton de Bully-les-Mines. Anouck Breton et François Lemaire (Union à gauche) sont élus avec 62,87 % des suffrages exprimés (6 518 voix pour 11 109 votants et 33 537 inscrits),,.

## Composition

### Composition de 1975 à 1991
Lors de sa création, le canton est composé de la seule commune de Bully-les-Mines.

### Composition de 1991 à 2015

Le canton de Bully-les-Mines dans l'arrondissement de Lens de 1991 à 2015

Par décret de 1991, la commune de Mazingarbe est détachée du canton de Liévin-Nord pour rejoindre celui de Bully-les-Mines. Le canton regroupe alors deux communes.
| Nom                         | Code Insee | Codepostal | Superficie (km2) | Population (dernière pop. légale) | Densité (hab./km2) |
| --------------------------- | ---------- | ---------- | ---------------- | --------------------------------- | ------------------ |
| Bully-les-Mines (chef-lieu) | 62186      | 62160      | 7,66             | 12 723 (2012)                     | 1 661              |
| Mazingarbe                  | 62563      | 62670      | 10,29            | 7 620 (2012)                      | 741                |

### Composition depuis 2015
Le canton de Bully-les-Mines comprend désormais 12 communes entières.
| Nom                                     | Code Insee | Intercommunalité  | Superficie (km2) | Population (dernière pop. légale) | Densité (hab./km2) | Modifier                                    |
| --------------------------------------- | ---------- | ----------------- | ---------------- | --------------------------------- | ------------------ | ------------------------------------------- |
| Bully-les-Mines (bureau centralisateur) | 62186      | CA de Lens-Liévin | 7,66             | 12 172 (2022)                     | 1 589              | modifier les données · modifier les données |
| Ablain-Saint-Nazaire                    | 62001      | CA de Lens-Liévin | 9,85             | 1 966 (2022)                      | 200                | modifier les données · modifier les données |
| Aix-Noulette                            | 62019      | CA de Lens-Liévin | 10,44            | 3 915 (2022)                      | 375                | modifier les données · modifier les données |
| Angres                                  | 62032      | CA de Lens-Liévin | 4,82             | 4 719 (2022)                      | 979                | modifier les données · modifier les données |
| Bouvigny-Boyeffles                      | 62170      | CA de Lens-Liévin | 9,07             | 2 385 (2022)                      | 263                | modifier les données · modifier les données |
| Carency                                 | 62213      | CA de Lens-Liévin | 8,60             | 820 (2022)                        | 95                 | modifier les données · modifier les données |
| Gouy-Servins                            | 62380      | CA de Lens-Liévin | 3,32             | 357 (2022)                        | 108                | modifier les données · modifier les données |
| Mazingarbe                              | 62563      | CA de Lens-Liévin | 10,29            | 8 164 (2022)                      | 793                | modifier les données · modifier les données |
| Sains-en-Gohelle                        | 62737      | CA de Lens-Liévin | 5,71             | 5 972 (2022)                      | 1 046              | modifier les données · modifier les données |
| Servins                                 | 62793      | CA de Lens-Liévin | 6,36             | 1 146 (2022)                      | 180                | modifier les données · modifier les données |
| Souchez                                 | 62801      | CA de Lens-Liévin | 6,75             | 2 664 (2022)                      | 395                | modifier les données · modifier les données |
| Villers-au-Bois                         | 62854      | CA de Lens-Liévin | 5,20             | 610 (2022)                        | 117                | modifier les données · modifier les données |
| Canton de Bully-les-Mines               | 6217       |                   | 88,07            | 44 890 (2022)                     | 510                | modifier les données                        |

## Démographie

### Démographie avant 2015
| 1975   | 1990   | 1999   | 2006   | 2011   | 2012   |
| ------ | ------ | ------ | ------ | ------ | ------ |
| 21 242 | 20 406 | 19 515 | 19 507 | 20 277 | 20 343 |

### Démographie depuis 2015
En 2022, le canton comptait 44 890 habitants, en évolution de +1,31 % par rapport à 2016 (Pas-de-Calais : −0,72 %, France hors Mayotte : +2,11 %).
| 2013   | 2018   | 2022   |
| ------ | ------ | ------ |
| 44 305 | 44 304 | 44 890 |